# Pollena Trocchia
Pollena Trocchia là một đô thị ở tỉnh Napoli ở vùng Campania, cách khoảng 11 km về phía đông của Napoli. Tại thời điểm ngày 31 tháng 12 năm 2004, đô thị này có dân số 13.724 người và diện tích là 8,1 km².
Đô thị Pollena Trocchia bao gồm frazioni (đơn vị cấp dưới, chủ yếu là thôn làng) Trocchia, Guindazzi, and San Gennariello.
Pollena Trocchia giáp các đô thị: Casalnuovo di Napoli, Cercola, Ercolano, Massa di Somma, Sant'Anastasia, Volla.